# Micki Cheng
Micki Cheng (født 4. juli 1989) er en dansk tv-vært og kogebogsforfatter.
Han blev kendt i DR succes-program "Den Store Bagedyst" i 2015 og har siden medvirket i programmer som Fangerne på Fortet, Til Middag Hos og Langt Fra Landsholdet.
I 2021 deltog han i sæson 18 af Vild Med Dans.
Derudover har han været dommer og medvært i programmer som Ultras Sorte Kageshow, Ultra Factor og senest som vært i Slikbyggerne.

## Uddannelse
Micki Cheng er uddannet Handelsøkonom med speciale i salg- og salgsledelse i 2012.

## Kogebøger
Micki har udgivet koge- og bagebøgerne Mickis Kager og Din Bedste Bagebog.